# Worlds Apart (groupe)
Pour les articles homonymes, voir Worlds Apart.
Worlds Apart est un boy band anglais formé en 1992. 
Ce groupe a connu un fort succès dans plusieurs pays d'Europe continentale, tout particulièrement en France entre 1995 et 1998, grâce à plusieurs tubes comme Baby Come Back, Everybody, Je te donne (reprise de Jean-Jacques Goldman), Everlasting Love, I Was Born to Love You, Quand je rêve de toi ou encore Je serai là.

## Histoire
Créé fin 1992, il était à l'origine composé de cinq membres : Aaron Poole le leader du groupe, Dan Bowyer, Patrick Osborn, Steve Hart et Schelim Hannan, chacun recruté pour illustrer le mélange des cultures.
Leur premier titre, Heaven Must Be Missing an Angel, reprise de Tavares, est no 29, classement que Worlds Apart a ensuite bien du mal à dépasser, Could It Be I'm Falling in Love leur plus gros hit n'est que no 15 en Angleterre et leur album Together est classé no 88 en 1994.
L'histoire du groupe est marquée par le remplacement progressif de presque tous ses membres, sauf Steve Hart :
- 1993 : Patrick Osborn remplacé par Aaron Cooper qui prend le surnom de Cal (afin d'éviter la confusion avec Aaron Poole).
- 1994 : Aaron Poole et Dan Bowyer remplacés par Nathan Moore, leader de l'ancien groupe des années 1980 Brother Beyond.
- 1997 : Schelim Hannan remplacé par Tim Fornara, ancien membre du groupe The One entre 1996 et 1997. Il quitte à son tour les Worlds Apart en 2001 .

En 1996, les Worlds Apart débarquent en France et immédiatement, ces quatre jeunes anglais connaissent un succès sans précédent. Leur premier single Baby Come Back se classe no 3 en 1996, leur reprise de Je te donne de Jean-Jacques Goldman, contourne les quotas radios alors en vigueur et leur permet d'être no 3 en France. C'est l'une des principales ventes de l'année 1996.
En 1996, leur album Everybody est no 1 en France.
Quelques mois avant le lancement de l'émission Fan de, M6 avait testé l'engouement du public pour les boy bands, avec la diffusion de l'émission spéciale 24 heures avec Worlds Apart le samedi 12 octobre 1996 à 11h40.
Worlds Apart poursuit son succès hexagonal, en alternant titres anglais et français. Chacun de leurs concerts se joue à guichets fermés devant une foule hystérique. Surnommés en référence à leurs compatriotes The Beatles, les quatre garçons dans le vent, ils déclenchent une véritable Worlds-Apartmania.
En 1997, l'album Don't Change est no 3 en France. 
Victimes de leur succès en France, les Worlds Apart ont été copiés par des producteurs. Survinrent alors de nombreux autres boy bands avec Alliage, 2be3, G-Squad… Des copies plus ou moins heureuses fleurissent. Rapidement, c'est l'overdose, les médias tournent la page et les radios décident de ne plus jouer les disques de ceux que l'on appelait alors les boy bands. Le public, saturé de groupes de garçons dansant chemise ouverte sur fond de musique dance, ne suit plus. Tous les "boy bands", sans distinction, en feront les frais.
Le temps de la gloire s'estompe alors et la sortie de Here and Now en 2000 est boudé par les médias ainsi que par le public qui décroche peu à peu de la génération 90. Il n'est classé qu'en France, là où les albums précédents se vendaient en Belgique, Suisse, Allemagne et Autriche. Here and Now restera certainement l'album le plus approfondi du groupe.
Les Worlds Apart ont cependant continué à travailler dans le monde entier, mais dans l’ombre. Nathan Moore devient manager et lance le groupe électro français Mademoiselle dont le succès ira jusqu'en Australie, 700 000 exemplaires du tube Oops Do you Love Me écoulés dans le monde. Pendant ce temps-là, Steve Hart lui, écrit des chansons pour de nombreux artistes, notamment pour le groupe Anglais Liberty X qui rencontrera le succès en France et dans toute l'Europe.
En 2002, le groupe sort l'album The Brotherhood, auto produit par Nathan Moore.
En 2006, à la demande des fans, les Worlds Apart donnent un concert test à Leipzig en Allemagne. Le public brave la neige et le froid et accourt de toute l'Europe pour assister à un concert perdu au fin fond de l'Allemagne.[réf. nécessaire] C'est ce jour-là qu'avec leur producteur, ils décident de reprendre la direction des studios.
Le 21 mars 2007, le groupe revient en France pour l'enregistrement de l'émission Hit Machine présentée par Charly et Lulu sur M6. La même année ils sont aussi invités sur la radio Europe 1 pour l'émission de Faustine Bollaert.
Le 29 octobre 2007 est sorti leur 6e album, Platinum un best-of qui contient 4 inédits dont On écrit sur les murs, reprise de Demis Roussos et Keep Smiling, générique de l'émission Le Grand Zapping de l'humour qui fut diffusée sur France 2.
Le 19 novembre 2007, à l'occasion de la sortie de Platinum, les Worlds Apart sont les invités du Morning sur M6.
Le succès de l'album n'ayant pas été au rendez-vous, le 16 mai 2008, Cal Aaron Cooper annonce son départ du groupe via sa page officielle Myspace. Ce dernier est donc désormais composé des leaders Nathan Moore et Steve Hart. Cependant, il semble que ce départ n'a en fait été qu'une parenthèse puisqu'il est vite de retour parmi le trio.
Le 12 mai 2010, Cal, Steve et Nathan sont invités à l'enregistrement d'une émission pour TF1, Génération 90 diffusée le 31 juillet 2010 où ils interprètent Je te donne devant un public de 4 000 personnes.
Le 14 août 2010, ils étaient sur scène, au théâtre antique d'Arles, entourés d'autres artistes des années 1990, pour The Legends 90's.
En 2011, les Worlds Apart sont de retour sur scène pour La Tournée Des Années 90 Génération Dance Machine.
Lors d'un concert organisé à Disneyland Paris le 5 avril 2012 (aux côtés d'autres artistes des années 1990 : Douchka, Quentin Elias, ex Alliage et Chris Eden, ex G-Squad), les Worlds Apart ont présenté en exclusivité deux nouveaux titres : Lost in the lights et Je suis là.
Depuis lors, les Worlds Apart se produisent très régulièrement en concert en France, en Suisse et en Belgique.
Côté privé, Steve Hart a été marié avec l'actrice Ashley Scott, avec laquelle il a eu deux filles : Ada Bella Ray et Iyla Vue.
En parallèle, Steve Hart est devenu le manager du groupe The Jacksons composé de Jackie Jackson, Tito Jackson, Marlon Jackson et Jermaine Jackson des Jackson 5.
Le groupe a participé à la tournée "Born in 90", à travers toute la France et la Belgique, en fin d'année 2019. 
En 2024 et 2026, Worlds Apart participe à la Tournée "I Gotta Feeling" sur le thème des tubes des années 2000, au travers de toute la France.

## Vidéos
- Together (BMG - 1994)
- 24 heures avec Worlds Apart (EMI - 1996)
- Worlds Apart en Concert (EMI - 1997)
- Le Nouveau Départ (EMI - 1997)
- The Future Tour 98 (EMI - 1998)
- Confidentiel (TF1 Vidéo - 1998)